# Vladimir et Rosa
Pour plus de détails, voir Fiche technique et Distribution.
Vladimir et Rosa (allemand : Wladimir und Rosa) est un film expérimental ouest-germano-français réalisé par le Groupe Dziga Vertov (Jean-Luc Godard, Jean-Pierre Gorin, ...) sorti en 1970 pour la chaîne de télévision allemande de Munich Tele-Pool. Le titre fait référence à Vladimir Lénine et Rosa Luxemburg.
Officiellement la dernière œuvre du groupe Dziga Vertov (le film suivant Tout va bien sorti en 1972 est directement crédité aux noms de Godard et Gorin), Vladimir et Rosa est une sorte de « journal télévisé reconstitué » comme ceux que Méliès mettait en scène en utilisant des acteurs à la place des rois et des généraux, mais dans un style agit-prop entre Maïakovski et Brecht, prenant comme point de départ un événement réel de l'actualité politique des années de contestation : le procès de sept militants blancs de la gauche radicale et d'un meneur afro-américain accusés d'une émeute à Chicago, le procès des 8 de Chicago en 1968-1969.

## Synopsis
Jean-Luc Godard et Jean-Pierre Gorin jouent chacun plus d'un personnage, et parfois les rôles ne sont pas clairement définis : Godard est un homme appelé Friedrich Vladimir, puis un accusé au procès et enfin un policier avec une matraque en bois ; Gorin est un personnage appelé Karl Rosa et également un juge au procès, mais de temps en temps les deux jouent leur propre rôle.
Les rôles des personnages sont caractérisés de temps à autre par des symboles ostensibles et reconnaissables, tels qu'une robe de magistrat, des armes et des chaînes. Les dialogues alternent avec des lectures de textes marxistes ou du mouvement féministe, et souvent les personnages chantent tous ensemble de la musique noire ou des chants de révolte. À travers ces « images », la prémisse de la reconstruction des événements est représentée, à savoir le fait que les émeutes de Chicago ont été provoquées par la police.
La longue séquence centrale est filmée sur un court de tennis, où Vladimir et Rosa s'interrogent l'un l'autre, un méta-commentaire du film lui-même, avec micro et caméra. La scène est interrompue à plusieurs reprises par divers inserts, et le son n'est pas toujours parfaitement audible. De plus, au même moment, un véritable match de tennis entre des joueurs vêtus de tenues blanches se déroule sur le court. Pendant qu'ils parlent, Vladimir et Rosa sautent d'un côté du filet à l'autre, et pendant ce temps, les balles volent dans toutes les directions, touchant parfois les personnages.
Les scènes et les séquences d'images sont commentées par les voix des deux personnes, tandis que des symboles (par exemple, une rose à la place de Karl Rosa, ou la caméra ou l'enregistreur audio) sont mis en scène à leur place. Vers la fin du film, leurs voix off commentent le film nouvellement produit et discutent de ce que cela signifie de faire des films politiques.

## Fiche technique
- Titre original français : Vladimir et Rosa
- Titre allemand : Wladimir und Rosa
- Réalisation : Groupe Dziga Vertov
- Scénario : Jean-Luc Godard et Jean-Pierre Gorin
- Photographie : Jean-Luc Godard et Jean-Pierre Gorin
- Montage : Jean-Luc Godard et Jean-Pierre Gorin
- Société de production : Munich Tele-Pool
- Pays de production :  France et  Allemagne de l'Ouest
- Genre : Film politique expérimental
- Durée : 103 minutes
- Dates de sortie :  
  - États-Unis : 16 avril 1971
  - France : octobre 1977

## Distribution
- Yves Afonso : l'étudiant révolutionnaire
- Juliet Berto : la hippie
- Jean-Luc Godard : Friedrich Vladimir
- Jean-Pierre Gorin : Karl Rosa
- Ernest Menzer : le juge Julius Himmler
- Claude Nedjar : Dave Dellinger
- Anne Wiazemsky : Anne, la militante féministe
- Larry Martin[2] : le musicien

## Production
Vladimir et Rosa est d'une certaine manière le seul film du groupe Dziga Vertov qui ait été réellement travaillé collectivement, avec l'intervention directe d'une demi-douzaine de membres. L'idée est née lorsqu'en 1970, Godard et Gorin s'apprêtent à tourner une nouvelle œuvre car ils se rendent compte que le matériel destiné à Jusqu'à la victoire n'est pas utilisable (il deviendra quelques années plus tard Ici et ailleurs de Godard et Anne-Marie Miéville). La bonne commande vient du distributeur américain Grove Press, qui avait déjà produit Pravda, associé à une chaîne de télévision régionale d'Allemagne de l'Ouest : le financement est de 12 000 dollars américains au total, plus 110 000 francs provenant de divers partenaires français.
Le titre, qui fait explicitement allusion à Vladimir Lénine et Rosa Luxemburg, n'est conçu que pour plaire à la production allemande qui l'a commandé ; le scénario est en fait inspiré d'un événement politique actuel, le procès des 8 de Chicago, qui s'est retourné comme un boomerang sur le système judiciaire américain. Les accusés, huit représentants de l'extrême gauche américaine, étaient accusés d'avoir provoqué une émeute lors de la convention électorale du parti démocrate à Chicago en août 1968 ; les audiences du procès se sont rapidement transformées en un authentique spectacle grâce aux réponses burlesques données lors des interrogatoires, une sorte de performance de style brechtien qui ridiculisait la légitimité de l'accusation. Après six mois de cirque médiatique, seules des condamnations pour outrage à magistrat ont été prononcées. Les accusés étaient des noms célèbres du mouvement américain des droits civiques : Tom Hayden, Abbie Hoffman, Jerry Rubin, Bobby Seale, Rennie Davis, Lee Weiner, John Froines et John Dellinger.
Fascinés par ce qu'ils considèrent comme une représentation théâtrale d'avant-garde, Godard et Gorin se procurent et étudient attentivement les minutes du procès. Ils estiment que les 8 de Chicago ont réussi à « retourner le spectacle contre le pouvoir de la bourgeoisie », et ils veulent reproduire à l'écran le même effet par la farce. Pour les textes, ils utilisent également des procès-verbaux de procès encore en cours en France, comme celui des rédacteurs du journal maoïste La Cause du peuple. Le résultat est un film bancal et clownesque, à la Mack Sennett ou dans la tradition burlesque de Jerry Lewis et Laurel et Hardy, dont Godard et Gorin sont tous deux de fervents admirateurs. Ils poussent à l'extrême leur hommage au cinéma comique primitif, dans lequel non seulement les personnages, mais aussi la scénographie et même le langage cinématographique sont définitivement burlesques, et la machine dialectique habituelle de Dziga Vertov se transforme en une construction dépourvue de hiérarchies narratives, une structure définitivement non linéaire.
Le tournage a eu lieu entre fin août et mi-septembre 1970 dans un studio de montage de la rue de Rennes à Paris. En jouant Vladimir, Godard expérimente la forme embryonnaire d'un personnage qu'il incarnera encore souvent dans ses films futurs, l'idiot/bouffon (plus connu sous le nom d'Oncle Jeannot dans Prénom Carmen), quelque part entre Dostoïevski et un bouffon shakespearien.
Le film a déconcerté les critiques, y compris les militants, et les deux auteurs l'ont désavoué presque immédiatement. Gorin le désavoue dans une interview accordée à The Velvet Light Trap, un magazine américain de gauche. La Grove Press retire certaines scènes dans lesquelles les deux auteurs jouent les clowns et les remplace par une séquence dans laquelle Abbie Hoffman et Jerry Rubin regardent le film lui-même sur un écran et le critiquent sévèrement. Le film sort à New York le 16 avril 1971 dans l'indifférence générale. Munich Tele-Pool refuse, comme il fallait s'y attendre, de le diffuser.